# Konzentrationslager (historischer Begriff)

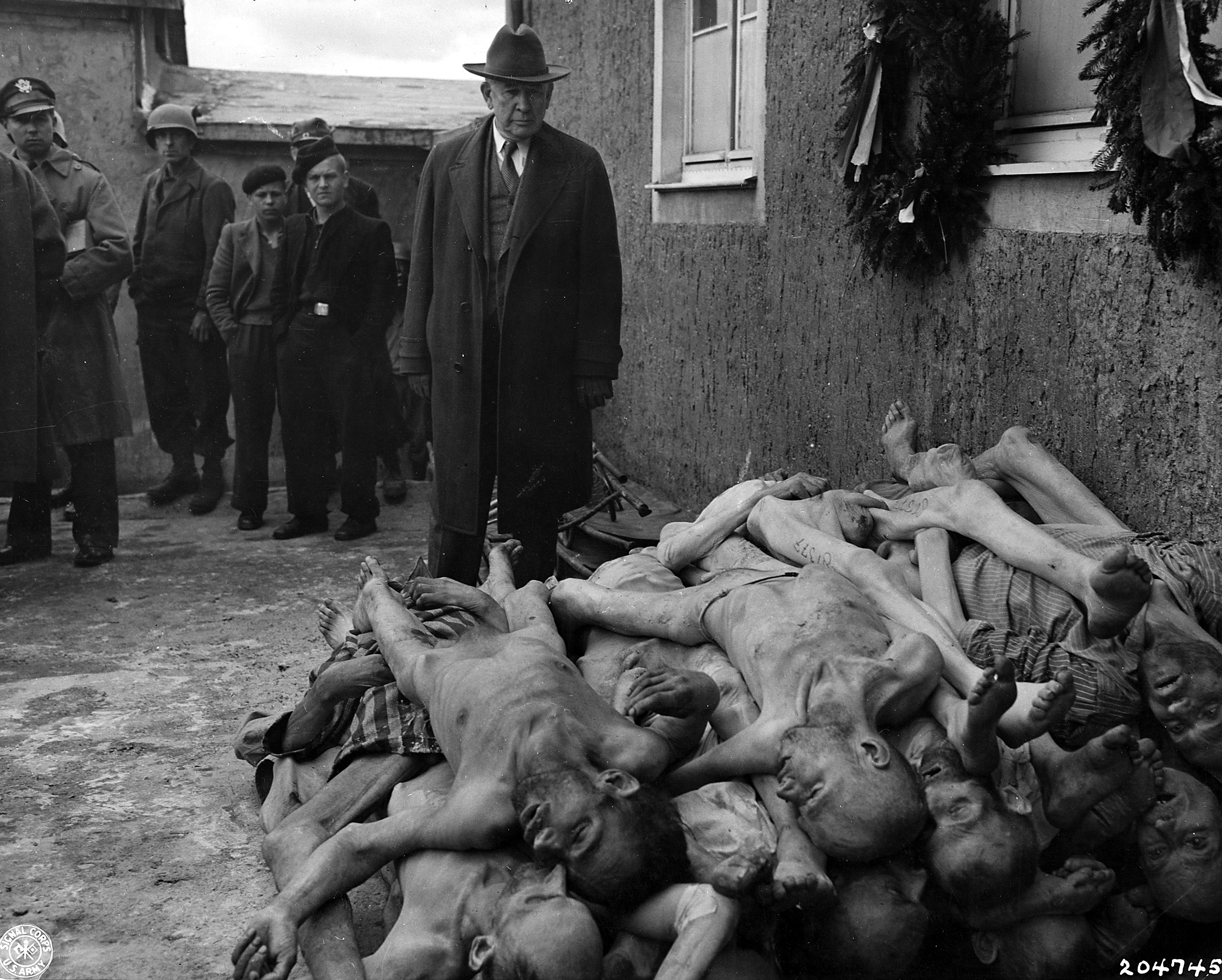
Der amerikanische Senator Alben W. Barkley besichtigt das KZ Buchenwald, 24. April 1945

Als Konzentrationslager wurden bisher verschiedene Internierungsorte in verschiedenen Ländern zu verschiedenen Zeiten bezeichnet. Die lateinische Wortherkunft bedeutet sammeln, zusammenziehen oder zusammenlegen. Das nationalsozialistische Deutsche Reich benutzte den Namen für ein Netzwerk von Lagern. Die Konzentrationslager des Deutschen Reichs wurden nach dem Zweiten Weltkrieg die bekanntesten; durch sie wurde das Wort weltweit zum Schlagwort, da in ihnen die von den Nationalsozialisten angestrebte Judenvernichtung stattfand. Als Abkürzung wird dafür sehr oft die Buchstabenfolge KZ verwendet, während die offizielle deutsche Abkürzung während der NS-Herrschaft KL (auch in der Schreibweise K.L.) lautete.

## Begriffsgeschichte
Das Wort Konzentrationslager bezeichnete in verschiedenen Epochen verschiedener Länder mehrere Arten von Sammel-, Internierungs- und Arbeitslagern. Sammellager für Kriegsgefangene, Strafgefangenen- und Strafarbeitslager waren schon längere Zeit verbreitet, daneben entwickelte sich ab dem 19. Jahrhundert die Form des Internierungs- oder Auffanglagers im Kontext von Vertreibung, Auswanderung und kolonialistischer Eroberung.
So wurden schon 1838 auf Anordnung des damaligen US-Präsidenten Andrew Jackson zur Durchsetzung des Indian Removal Act Angehörige der Cherokee vor ihrer zwangsweisen Umsiedlung durch die US-Armee in Lagern gefangengehalten. Die Cherokee erinnern sich noch heute an den „Trail of Tears“ ihrer Umsiedlung. Auch die in der Folgezeit von den USA angelegten Indianerreservate für zahlreiche indigene Gruppen sind als Konzentrationslager anzusehen: Die Menschen wurden aus rassistischen Motiven unter inhumanen Umständen auf Gebieten festgehalten, die ein eigenes Auskommen unmöglich machten und dazu führten, dass Kinder, Frauen und auch Männer verhungerten. Flucht oder Gegenwehr wurden mit dem Tod bestraft.
Die eigentliche Geschichte des Begriffes „Konzentrationslager“ allerdings beginnt erst im kubanischen Unabhängigkeitskampf gegen Spanien 1868–1898, als der spanische General Blas Villate y de la Herra, Graf von Valmaseda, und später, 1896, in weitaus größerem Umfang der spanische Gouverneur Valeriano Weyler y Nicolau anordneten, dass sich all jene Einwohner, die nicht als Aufständische behandelt werden wollen, in befestigten Lagern aufhalten müssen, den sog. campos de reconcentración. Dabei handelte es sich ausdrücklich um Zivilisten: „Greise, Frauen und Kinder“.
Im Jahre 1900 richteten die USA auf der Insel Mindanao, die sie den Spaniern abgenommen hatten, ebenfalls Konzentrationslager ein, auf denen sie philippinische Guerilleros internierten.
Der britische General Horatio Herbert Kitchener ließ während des Burenkrieges (1899–1902) in Südafrika Konzentrationslager (Concentration Camps) einrichten, um dort etwa 120.000 burischen Farmbewohner, vor allem Frauen und Kinder, zu internieren, wovon über 26.000 aufgrund katastrophaler Lebensbedingungen an Hunger und Krankheiten starben.
Im Deutschen Reich verwendete Reichskanzler Bernhard von Bülow den Begriff Konzentrationslager offiziell erstmals am 11. Dezember 1904 im Zusammenhang mit der Internierung gefangen genommener Herero.
Als Robert Koch 1905 den Nobelpreis erhielt, verließ er seine Forschungsstation am damals britischen Viktoriasee und empfahl in einem Reisebericht über seine Untersuchungen zur Schlafkrankheit, medizinische „Konzentrationslager“ einzurichten, um Parasitenträger zu separieren. Damit nutzte er als erster den Begriff auch für den Quarantänefall.
Nach Ausbruch des Ersten Weltkrieges wurden Staatsbürger der Mittelmächte für die Dauer des Krieges in Konzentrationslagern interniert, eine Praxis, die in allen am Ersten Weltkrieg beteiligten Staaten üblich war. In Großbritannien wurden Konzentrationslager auf der Isle of Man (Cunningham, Douglas, Knockaloe) eingerichtet. Dazu kamen zwei Lager in London (Stratford, Alexandra Palace) und kleinere Lager in Islington, Frith Hill, Newbury, Handforth und Shrewsbury.

## Deutschland

### Konzentrationslager in Deutsch-Südwestafrika
Die deutschen Kolonialtruppen setzten nach dem Aufstand der Herero und Nama in der damaligen Kolonie Deutsch-Südwestafrika 1904 beim von Lothar von Trotha befohlenen Völkermord an den Herero und Nama zur Internierung geflohener Herero Konzentrationslager in Deutsch-Südwestafrika ein. Kaiser Wilhelm II., der zunächst die Vernichtung unterstützte, hob diesen Befehl später auf. Trotha setzte jedoch weiter seine Vernichtungsstrategie um. Im Oktober 1904 erhoben sich die Nama, die ebenfalls niedergeschlagen wurden. Nach Angaben der deutschen Militärverwaltung starben zwischen Oktober 1904 und März 1907 insgesamt 7682 Internierte. Die Sterblichkeit betrug je nach Lager zwischen 30 und 50 % der gesamten Gefangenen. Nach modernen Schätzungen starben etwa 65.000 bis 85.000 Herero und 10.000 Nama von 1904 bis 1908 als Folge des Vorgehens der deutschen Kolonialtruppen, das unter Historikern als erster Völkermord des 20. Jahrhunderts gilt. Im Jahr 2015 wurden die Ereignisse vom deutschen Auswärtigen Amt erstmals als „Völkermord“ bezeichnet.

### Lager des Ersten Weltkriegs und der frühen Nachkriegszeit
Als Konzentrationslager wurden ab März 1915 Internierungslager der zum Kruppkonzern gehörenden Friedrich-Albrecht-Hütte für polnische Arbeiter in Barmen und Elberfeld bezeichnet. Dem folgten zahlreiche Internierungslager und provisorische Gefängnisse für deportierte Zwangsarbeiter, Kriegsgefangene und politische „Schutzhäftlinge“ im Ersten Weltkrieg und in der frühen Nachkriegszeit.
Im Frühjahr 1919, zur Amtszeit des Preußischen Ministerpräsidenten Paul Hirsch, des deutschen Reichspräsidenten Friedrich Ebert und des Reichswehrministers Gustav Noske, wurden auf Basis eines Kaiserlichen Erlasses aus der Kriegszeit, zuletzt aktualisiert im „Gesetz betr. die Verhaftung und Aufenthaltsbeschränkung auf Grund des Kriegszustandes und des Belagerungszustandes vom 4. Dezember 1916“, innerhalb kürzester Zeit im Zusammenhang mit dem bürgerkriegsähnlichen kommunistischen Spartakusaufstand tausende (meist kommunistische) politische Gegner interniert.
Die ersten auch als „Konzentrationslager“ bezeichneten Einrichtungen entstanden in Deutschland um das Jahr 1920. So ließen etwa der preußische Innenminister Carl Severing (SPD) und dessen Nachfolger Alexander Dominicus (DDP) 1921 im Zuge der massenhaften Ausweisung von „Ostjuden“, aber auch Sinti, Jenischen und Roma zwei Konzentrationslager in Cottbus-Sielow und in Stargard in Pommern errichten, in die all jene zuvor Genannten eingewiesen wurden, die Deutschland nicht sofort freiwillig verließen. Aufgrund der unmenschlichen Bedingungen wurden diese Lager allerdings nach Protesten schon 1923 wieder aufgelöst.
Zur längerfristigen Einrichtung von Konzentrationslagern für politische Häftlinge, zunächst in ehemaligen Kriegsgefangenenlagern und Truppenübungsplätzen, kam es dafür ab Ende 1923 infolge der von Reichspräsident Friedrich Ebert (SPD) verhängten Reichsexekution gegen die aus SPD und KPD gebildeten Koalitionsregierungen in Sachsen und Thüringen.
Im deutschen Sprachraum allerdings steht der Begriff „Konzentrationslager“ seit der Zeit des Nationalsozialismus in Verbindung mit der Abkürzung „KZ“ (deren Herkunft im Übrigen ungeklärt ist) vor allem für die Arbeits- und Vernichtungslager des NS-Regimes. Ursprünglich wurde dabei von den NS-Funktionären auch die viel näherliegende Abkürzung „KL“ (für „Konzentrationslager“) verwendet – nach Eugen Kogon (Der SS-Staat) gaben jedoch SS-Wachmannschaften später der Abkürzung „KZ“ wegen ihres härteren Klanges den Vorzug.

### Zeit des Nationalsozialismus

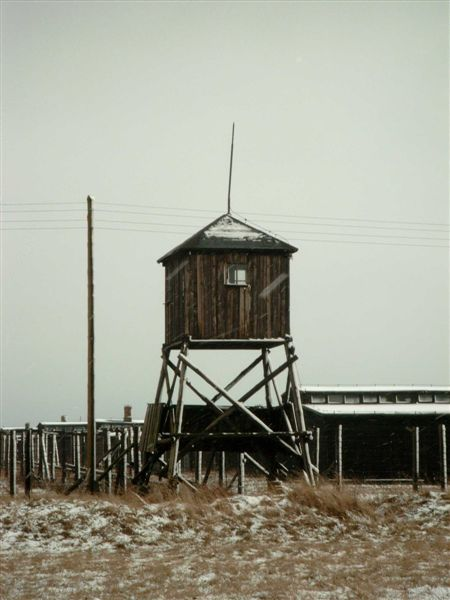
Wachturm des Vernichtungslagers Majdanek

Die in der Zeit des Nationalsozialismus zwischen 1933 und 1945 errichteten Konzentrationslager sind die weltweit bekanntesten. Sieben dieser Lager waren ausschließlich Vernichtungslager. Insgesamt gab es 24 selbstständige KZ-Stammlager, denen zuletzt ein Netz von weit über 1000 Außen- oder Nebenlagern organisatorisch unterstellt waren. Diese Stammlager waren in ihrem Aufbau dem Konzentrationslager Dachau nachgebildet. Die Außenlager wurden teilweise als Außenkommando bezeichnet und waren sehr verschieden groß. Zum Teil wurden die Häftlinge als Arbeitskräfte ohne angemessene Ernährung im Rahmen der „Vernichtung durch Arbeit“ ausgebeutet. Den KZs waren zum Teil Durchgangslager und Sammellager (Jüdischer Wohnbezirk, Ghetto) vorgeschaltet.
Als Besonderheit der auf Veranlassung der deutschen nationalsozialistischen Führung errichteten Konzentrations- und Vernichtungslager galt die rationalisierte, bürokratisch und fast industriell durchorganisierte Ermordung und Vernichtung von tausenden Menschen pro Tag. Hauptziel der NS-Lager war etwa ab 1939 die Vernichtung aller Bürger jüdischen Glaubens oder Herkunft: die Shoa.
Schätzungen gehen davon aus, dass ca. zwei Drittel der sechs Millionen Juden, die dem Holocaust zum Opfer fielen, direkt in den Lagern des Dritten Reiches ermordet worden oder dort an den Folgen von Misshandlungen und Krankheiten umgekommen sind. Das verbleibende Drittel starb in von der SS so genannten Ghettos, bei Massenerschießungen vor allem durch die „Einsatzgruppen“ und auf den so genannten Todesmärschen. Es wurden in den KZ auch viele andere Menschen ermordet, z. B. Homosexuelle, geistig Behinderte und sogenannte Asoziale. Die Anzahl der Toten ist bis heute unklar, da längst nicht über alle Opfer Akten geführt wurden, am Ende des Krieges keine Ermordungen mehr festgehalten wurden und viele Unterlagen wie die Zeugen vernichtet wurden bzw. unwiederbringlich verloren gingen.

## Verschiedene Lager aus der Geschichte
Nach obiger Definition bzw. der Wortherkunft gab es nicht nur im Nationalsozialismus Internierungs- oder Konzentrationslager:

### Südafrika

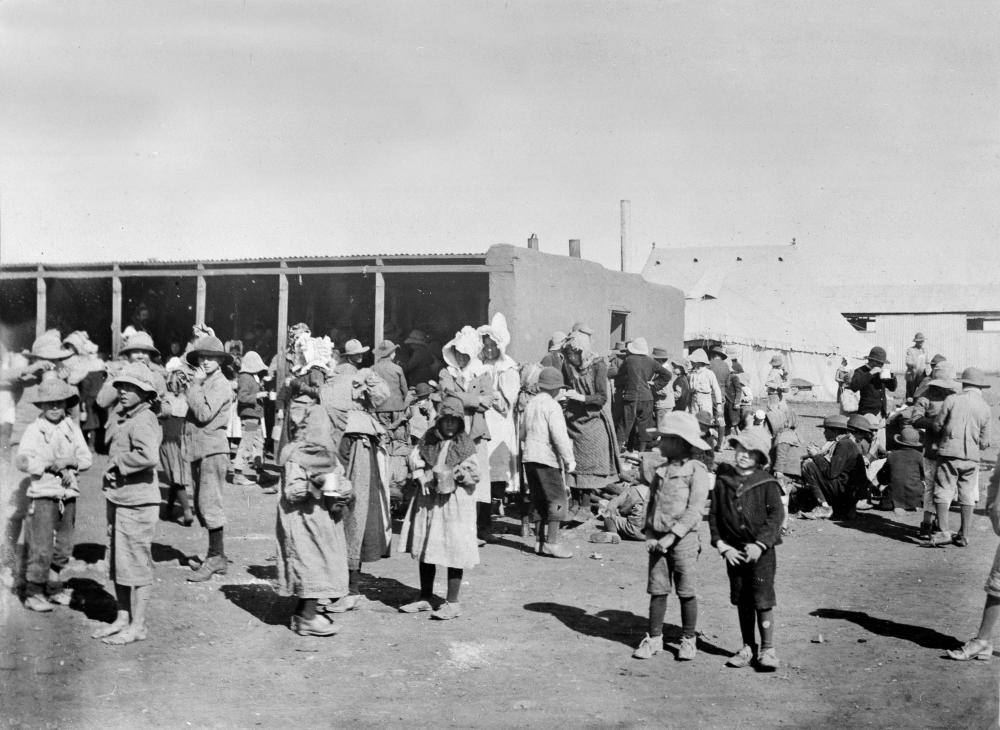
Burische Frauen und Kinder in einem britischen Konzentrationslager im Zweiten Burenkrieg

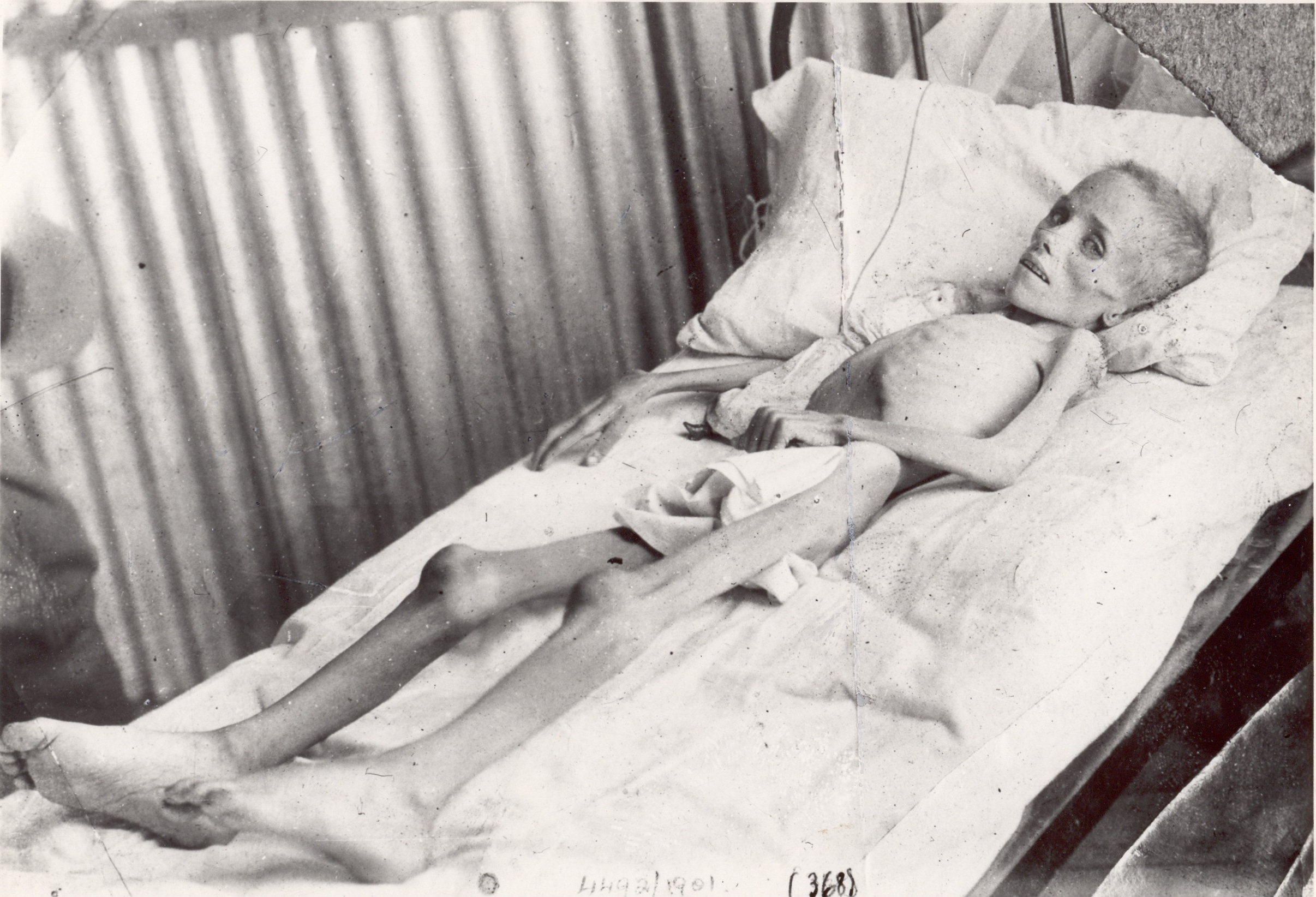
Lizzie van Zyl war ein junges Burenmädchen in Südafrika, das siebenjährig in einem britischen Konzentrationslager während des Zweiten Burenkriegs an Typhus starb.

Der Begriff „concentration camp“ (dt. Konzentrationslager) wurde zuerst vom Militär Großbritanniens in Südafrika benutzt, um die im Zweiten Burenkrieg (1899–1902) angelegten Gefangenenlager für Zivilisten zu beschreiben. Ziel der Briten war es, die kämpfenden Männer der Buren zur Aufgabe zu zwingen. Alte, Frauen und Kinder der Buren sowie Afrikaner, die mit den Buren kooperierten, wurden in großen Lagern zusammengetrieben. Die gezielt herbeigeführte schlechte Ernährung sowie die schlechten hygienischen Verhältnisse bedingten eine hohe Sterblichkeitsrate. Hier starben etwa 26.000 Frauen und Kinder. Die Offenlegung der Verhältnisse in Südafrika durch Emily Hobhouse führte dort zu einer Entspannung der Situation.

### Frankreich
Nach dem Sieg Francos im Spanischen Bürgerkrieg strömten Zehntausende Flüchtlinge über die Pyrenäen nach Frankreich. Für deren Unterbringung sahen die Planungen der französischen Behörden von Anfang an deren Unterbringung in speziellen Lagern vor. So entstanden im Januar/Februar 1939 sogenannte Centres d'accueil (Aufnahmezentren) oder auch Centres de recueil (Sammelzentren), die anfangs oft nur aus von Stacheldraht umzäumten Feldern bestanden, auf denen sich die spanischen Flüchtlinge aus Tannenzweigen und Decken Notunterkünfte errichteten. In Frankreich setzte sich für diese Lager schnell der Begriff Camps de concentration durch, der jedoch eine völlig andere Bedeutung hatte als im Deutschen. Es ging um die aus der Überforderung der Behörden geborene Idee der Konzentrierung der ankommenden Flüchtlinge in Lagern, nicht um deren Vernichtung.

### Österreich
In Österreich wurden während des Ersten Weltkrieges mehrere Interniertenlager betrieben, u. a. 1914 bis 1917 das Interniertenlager Thalerhof bei Graz, in dem 30.000 Ruthenen aus Ostgalizien interniert waren.
Im Ständestaat (1933–1938) wurden Anhaltelager betrieben, in denen politische Gegner interniert wurden.
Auf österreichischem Boden wurden zur Zeit des nationalsozialistischen Deutschen Reichs mehrere Konzentrationslager betrieben.

### USA
Zu Beginn des Zweiten Weltkriegs richteten die USA concentration camps für Bürger japanischer, italienischer oder deutscher Abstammung ein, die als potenziell gefährlich angesehen wurden (vgl. Internierung japanischstämmiger Amerikaner).
Auch Menschen mit anderem Hintergrund wurden zwangsinterniert (Zeugen Jehovas). Bekannt wurden insbesondere die kalifornischen Camps, weil dort die meisten japanischstämmigen Familien interniert waren. Die Zwangseinweisungen erfolgten ohne Gerichtsbeschluss. Knapp 120.000 Männer, Frauen und Kinder aus den vier US-Bundesstaaten Washington, Oregon, Kalifornien und Nevada wurden auf diese Weise interniert. Sie verbrachten den größten Teil des Kriegs in Arrest; viele Familien mussten in Räumen von 7 bis 8 Quadratmetern hausen, die mit Teerpappe verkleidet waren. Allerdings wurde hier, im Gegensatz zu anderen Konzentrations- und Internierungslagern, niemand vorsätzlich gefoltert oder ermordet.
In neuerer Zeit dagegen sprach erst wieder der kubanische Revolutionsführer Fidel Castro im Bezug auf das US-Gefangenenlager in der Guantanamo Bay Naval Base von einem „Konzentrationslager auf dem illegalen Militärstützpunkt Guantánamo“.

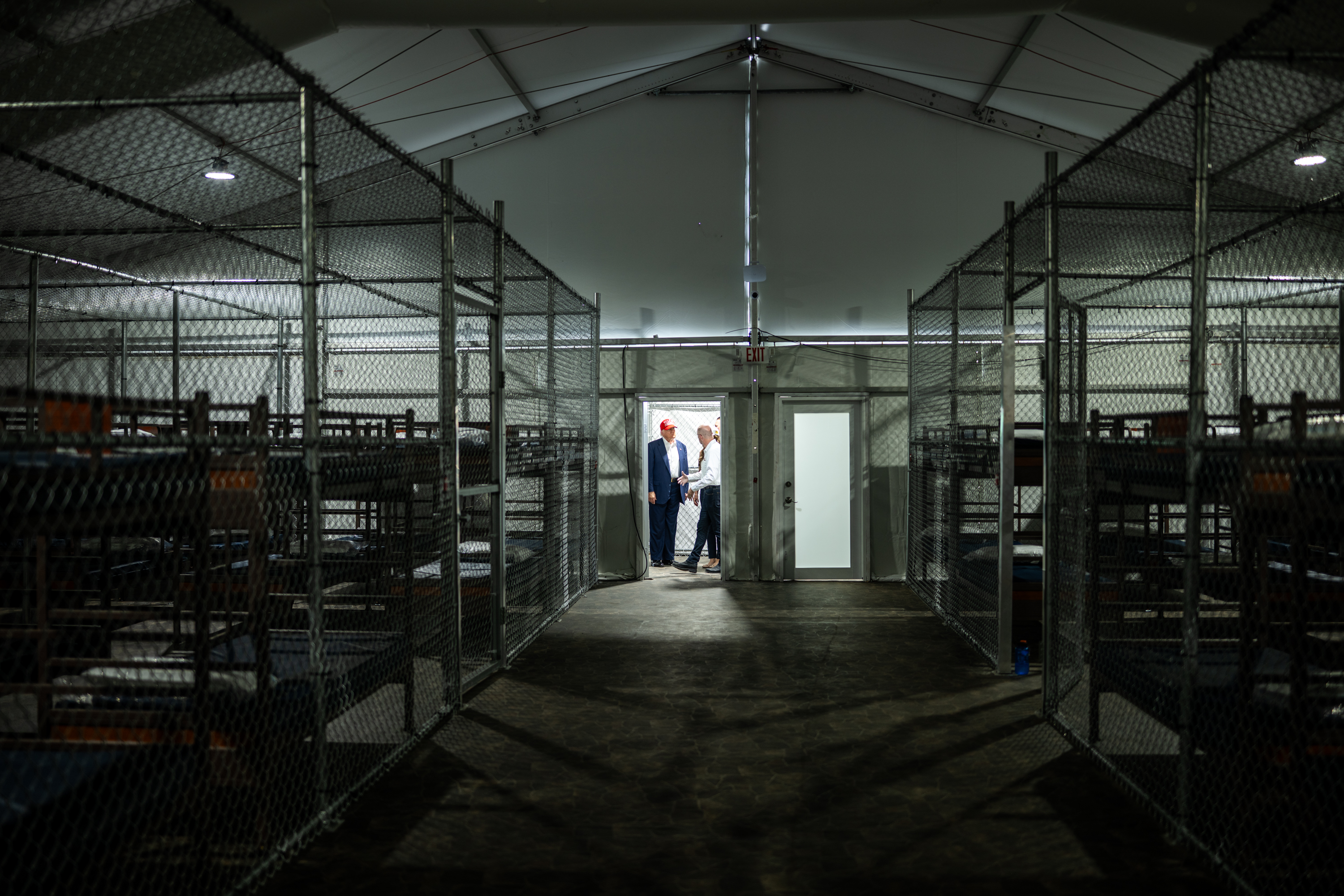
Innenansicht einer Barracke mit Käfigen in "Alligator Alcatraz" bei einem Besuch von Präsident Donald Trump im Juli 2025.

Die Regierung Trump II hat 2025 in Florida unter dem Namen „Alligator Alcatraz“ ein Konzentrationslager für Migranten errichtet.

### Chile
Nach dem Putsch vom 11. September 1973 sperrte die Junta ihre Gegner in Fußballstadien ein. Unter freiem Himmel wurden sie der glühenden Sonne, dem Durst und dem Hunger ausgesetzt, aber auch gefoltert und ermordet. In der von Paul Schäfer und anderen deutschen Kolonisten gegründeten Colonia Dignidad kamen nach dem Putsch viele Menschen ums Leben oder verschwanden bis heute. Nach der Verhaftung Schäfers im Jahr 2005 fand man umfassende Waffenlager auf dem Gelände.

### Australien, Großbritannien, Neuseeland, Schweiz
Während beider Weltkriege wurden fast überall Staatsangehörige von Kriegsgegenparteien in Internierungslager eingesperrt, darunter auch Menschen, die zuvor noch dem Schicksal eines deutschen KZ entflohen waren.
Diese Lager wurden Konzentrationslager genannt, da das Wort seinerzeit noch nicht die spätere Konnotation hatte. Jedoch waren die Lebensbedingungen darin nicht mit denen in einem deutschen KZ zu vergleichen, auch die Zielsetzung war eine andere. In Großbritannien waren auch Gegner des Nationalsozialismus und jüdische Flüchtlinge betroffen.

### Italien

Karte von 15 italienischen Konzentrationslagern in Libyen 1930–1933

1930 wurden im Zweiten Italienisch-Libyschen Krieg die unterworfenen und deportierten Bevölkerungsteile aus Marmarica und dem Djebel al-Akhdar in die Italienische Konzentrationslager in Libyen interniert. Damit wollte das faschistische Italien den aufständischen Sanūsīya der Cyrenaika unter ihrem Anführer Umar al-Muchtar mit einer genozidalen Kriegführung die Basis entziehen. Etwa ein Viertel (ca. 40.000 Menschen) der Gesamtbevölkerung der Cyrenaika starben durch die Deportation und Haft. Die Lager wurden 1933 aufgelöst.
Im Zuge des Aufbaus von Italienisch-Ostafrika wurde in Italienisch-Somaliland bei Mogadischu ab 1935 das KZ Danane und auf einer eritreischen Insel im Roten Meer ab 1936 das KZ Nocra eingerichtet. Beide Lager zeichneten sich durch hohe Todesraten aus und wurden 1941 nach den italienischen Niederlagen in Ostafrika durch die Briten befreit.
Nach der teilweisen Besetzung und Annexion Jugoslawiens durch Italien im Jahr 1941 wurde zur Repression gegen die jugoslawische Untergrundbewegung die gleiche Strategie der verbrannten Erde, der ethnischen Säuberungen, der Geiselnahme und der italienischen Kolonisation angewendet wie zuvor in Afrika. Geschätzt 100.000 bis 150.000 Jugoslawen wurden in einer unbekannten Zahl von Konzentrationslagern (campi per slavi) interniert und wegen der zunehmenden Überfüllung in umgewandelte Kasernen, Kriegsgefangenenlager (campi per ex-yugoslavi) und Konzentrationslager des Innenministeriums auf italienischem Territorium deportiert.
Auch in Albanien, Griechenland und Frankreich wurden italienische Konzentrationslager zur Repression eingerichtet.
| Bezeichnung                     | von            | bis                | Geschätzte Gefangenenzahl | Geschätzte Todeszahl |
| ------------------------------- | -------------- | ------------------ | ------------------------- | -------------------- |
| KZ El-Agheila, Libyen           | Januar 1930    | Oktober 1932       | 34.500                    | 15.600               |
| KZ Soluch, Libyen               | Oktober 1930   | Mai 1933           | 20.123                    | 5.500                |
| KZ Marsa al Brega, Libyen       | März 1931      | Juni 1933          | 20.072                    |                      |
| KZ Rab auf Rab                  | 29. Juli 1942  | 11. September 1943 | 15.000                    | 1.500                |
| KZ Chiesanuova bei Padua        | 20. Juli 1942  | 10. September 1943 |                           |                      |
| KZ Sidi Ahmed el-Magrun, Libyen | September 1930 | Oktober 1933       | 13.050                    | 4.500                |
| KZ Agedabia, Libyen             | März 1930      | September 1933     | 9.000                     | 1.500                |
| KZ Gonars bei Palmanova         | März 1942      | 8. September 1943  | 7.000                     | 453; >500            |
| KZ Molat                        | 29. Juni 1942  | 8. September 1943  |                           |                      |
| KZ Danane, Somalia              | 1935           | 18. März 1941      | 6.500                     | 3.175                |
| KZ Monigo bei Treviso           | Juli 1942      | September 1943     |                           |                      |
| KZ Renicci bei Arezzo           | Oktober 1942   | Oktober 1943       |                           |                      |
| KZ Visco bei Palmanova          | Winter 1942    | September 1943     |                           |                      |

Am 30. November 1943 nach der deutschen Besetzung Italiens wurde durch den Innenminister Guido Buffarini-Guidi der Italienischen Sozialrepublik die Verhaftung und Einlieferung aller Juden in italienische Konzentrationslager angeordnet. Friedrich Boßhammer organisierte beim BdS Italien in Verona die Endlösung der Judenfrage. Deutsche Durchgangs- und Sammellager für die Deportationen in Italien waren das Polizeihaftlager Borgo San Dalmazzo, das Durchgangslager Fossoli, die Risiera di San Sabba und das Durchgangslager Bozen.

### Unabhängiger Staat Kroatien
Der während des Zweiten Weltkrieges als Unabhängiger Staat Kroatien errichtete Satellitenstaat baute nach dem Vorbild des Deutschen Reichs für ethnisch kroatische Regimegegner, aber hauptsächlich für die Serben, Juden und Roma Konzentrationslager. Die jüdische Bevölkerung wurde willig den deutschen Mördern ausgeliefert. Im Konzentrationslager Jasenovac wurden gemäß heutiger Forschungsergebnisse etwa 100.000 Serben, Juden, Sinti und Roma und Kroaten ermordet. Die Angaben schwanken stark und sind Gegenstand politisch-historiografischer Kontroversen.

### Jugoslawien
Zur Zeit der deutschen und italienischen Okkupation Jugoslawiens während des Zweiten Weltkrieges wurden von der faschistischen Ustascha und der italienischen Besatzungsmacht im besetzten Teil Kroatiens und von Kollaborateuren in Serbien Konzentrationslager errichtet. 
Serbische Lager gab es in Banjica, Belgrad, Šabac und Topovske Supe.
Zu Kroatien siehe Liste von Konzentrationslagern im Unabhängigen Staat Kroatien.
Nach dem Krieg wurde auf der Insel Goli otok (kroatisch: Nackte Insel) ein Lager für politische Gefangene eingerichtet. Diese Gefangenen wurden zu Zwangsarbeit in den Steinbrüchen eingesetzt. Es bestand von 1949 bis 1988. Nach einigen Jahren wurde daraus ein jugoslawisches Hochsicherheits-Gefängnis, zunächst für politische Gefangene, später auch für Kriminelle und jugendliche Straftäter. 1988 wurde das Gefängnis stillgelegt und 1989 verlassen. Die Insel ist heute unbewohnt, kann aber von Touristen besichtigt werden.

### Japan
In den besiegten Ländern richteten im Zweiten Weltkrieg auch die japanischen Besatzer zahlreiche Konzentrationslager ein, deren Bedingungen denjenigen in den deutschen Konzentrationslagern ähnlich waren. Besonders tragisch war das Schicksal der vielen koreanischen Zwangsarbeiter sowie insbesondere der mehreren Tausend von jungen chinesischen und koreanischen Frauen, die als Trostfrauen (Zwangsprostituierte) den japanischen Frontsoldaten zur Verfügung gestellt wurden.
Zudem fanden medizinische Versuche an sowjetischen, chinesischen und anderen Gefangenen statt, bei denen beispielsweise mit Krankheitserregern experimentiert wurde. In diesem Zusammenhang tritt besonders die Einheit 731 hervor. Das offizielle Japan hat bis heute keine Stellung zu dieser Kriegsschuld bezogen und auch nie Entschädigungen an die Opfer gezahlt.

### Nordkorea
Das nordkoreanische Strafvollzugssystem mit seinen Straflagern und Gefängnissen gliedert sich in zwei Teile: Die Internierungslager für politische Gefangene (koreanisch Kwan-li-so) und die Umerziehungslager (koreanisch Kyo-hwa-so).

### Sowjetunion und Osteuropa
Bereits im zaristischen Russland bestand ein Lagersystem. Seit Spätsommer 1918 wurde dieses System von der Sowjetregierung unter Lenin zum Zweck des Roten Terrors weitergeführt. So ließ Lenin im Sommer 1918 Gefangenenlager einrichten, die offiziell Konzentrationslager genannt wurden. In der Oblast Pensa wurden politische Gegner interniert. Vom Mai 1921 stieg die Zahl der Gefangenen von etwa 16.000 auf mehr als 70.000 wenige Monate später. Auch beim Bauernaufstand von Tambow 1921 wurden Konzentrationslager zur Brechung des Widerstandes eingerichtet.
Das zur Zeit des Stalinismus ausgebaute Lagersystem der Sowjetunion wird heute oft als „Gulag“ bezeichnet. Gulag ist die Abkürzung jener Hauptabteilung des sowjetischen Innenministeriums, die maßgeblich für die Verwaltung der Lager zuständig war. Die Lager des Gulag dienten als Gefangenenlager sowohl für „gewöhnliche“ Kriminelle als auch für politische Opponenten und waren in erster Linie Arbeitslager.
Alexander Solschenizyn hat in seinen Werken „Ein Tag im Leben des Iwan Denissowitsch“ und „Archipel Gulag“ die Lagerbedingungen in literarischer Form offengelegt. Viele Bauvorhaben, beispielsweise der Weißmeer-Ostsee-Kanal, die Stadt Norilsk oder die Moskauer Universität, wurden von Lagerhäftlingen gebaut. „Der erste Kreis der Hölle“ beschreibt die „Scharaschka“ genannten Lager, in denen Wissenschaftler und Ingenieure gezwungen wurden, für den Staat zu arbeiten. Von 1930 bis 1959 haben insgesamt etwa 18 Millionen Menschen das Lagersystem durchlaufen, mindestens 1,5 Millionen Menschen sind im Lager umgekommen. Die Schätzungen der Opfer der Jahrzehnte des leninistischen und stalinistischen Terrors sind jedoch schwierig, manche gehen in mehrere Millionen.

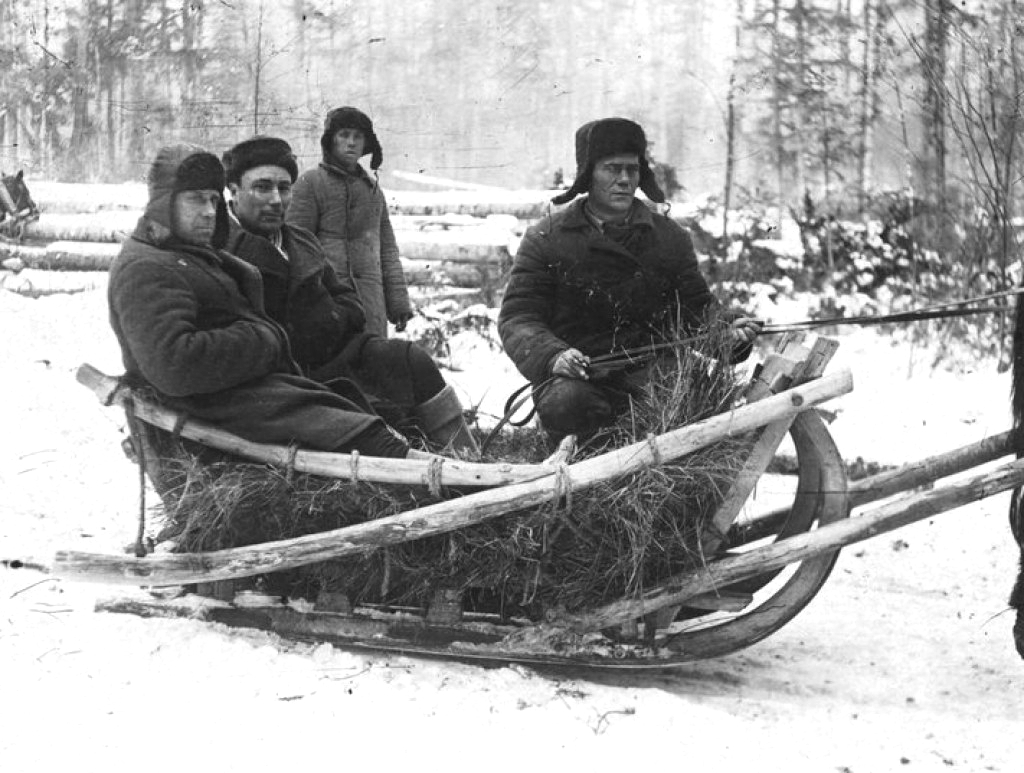
Gefangene eines sowjetischen Arbeitslagers zwischen 1936 und 1937

Unter der Herrschaft Lenins und vor allem Stalins konnte es passieren, dass jemand wegen einer kritischen Äußerung im Familienkreis oder wegen des Diebstahls eines Apfels denunziert und verhaftet wurde. Während des Großen Terrors (1937–1938) wurden von der Staats- und Parteiführung Verhaftungsquoten festgelegt, die dazu führten, dass eine Vielzahl Unschuldiger inhaftiert und verurteilt wurden, viele darunter zu Lagerhaft. Ähnliche Methoden wurden teilweise schon in der Bauzeit des Weißmeer-Ostsee-Kanals angewandt. Derartige Urteile stützten sich meist auf vom Geheimdienst fabrizierte „Beweise“ oder auf unter Folter erpresste Geständnisse. Sehr vage und undeutlich war insbesondere der berüchtigte Artikel 58 des sowjetischen Strafgesetzbuches, der „konterrevolutionäre Verbrechen“ betraf. Sogar „Verbeugung vor dem Westen“, das „Äußern von Hoffnungen auf das Ende des Kommunismus“ und der angeblich „beabsichtigte Versuch der Spionage“ waren strafbar.

### Zeit nach 1945
Nach dem Zweiten Weltkrieg wurden in Osteuropa Menschen, die wirklich oder angeblich mit den deutschen Kriegsverbrechern zusammengearbeitet hatten oder selbst Deutsche waren, in Lagern interniert, zum Beispiel in der Tschechoslowakei, wo auch viele Ungarn und Polen interniert wurden. Auf dem Gebiet der sowjetischen Besatzungszone entstanden zehn Speziallager. Die Bedingungen für die deutschen Kriegsgefangenen entsprachen ebenfalls nicht den Vorschriften der dritten Genfer Konvention, und viele Menschen starben oder nur mit Folgeschäden überlebten. Ein großer Teil der aus deutscher Kriegsgefangenschaft zurückkehrenden Soldaten der Roten Armee wurde ebenfalls zur Lagerhaft bestimmt.
Eine juristische Aufarbeitung der Konzentrationslager hat auch nach den Demokratisierungen der Länder nur in wenigen Fällen stattgefunden. Hierfür werden auch noch vorhandene Machtstrukturen aus der Zeit der staatlichen Unterdrückung verantwortlich gemacht, die an einer kritischen Auseinandersetzung mit der Vergangenheit nicht interessiert sind.

### Bulgarien
In der zeitgeschichtlichen Forschung des Landes wird das Arbeits- und Umerziehungslager Belene des bulgarischen Staats, 1944–1962, als Konzentrationslager dargestellt. Es soll in dieser Zeit Tausende Todesopfer der Haft gegeben haben.

### Volksrepublik China
Die in der Volksrepublik China Laogai 劳改 oder Laojiao (Umerziehungslager, wörtl. Umerziehung durch Arbeit) genannten Gefangenenlager werden auch als eine Art von Zwangsarbeits- oder Internierungslager angesehen. Sie wurden nach der Machtergreifung der kommunistischen Partei eingerichtet.
Nach Kotek/Rigoulot gibt es bis heute nur wenige offizielle Dokumente zu den Lagern, „das Geheimnis wird … gut gehütet“. Zum gegenwärtigen Zeitpunkt nähmen Berichte und Studien über die Lager jedoch zu. Die kommunistische Führung soll zugegeben haben, seit 1949 10 Millionen Menschen in Lagern inhaftiert und im Jahr 1995 in 685 Lagern 1,2 Millionen Gefangene festgehalten zu haben. Diese Zahlen seien jedoch bei weitem zu niedrig angesetzt. (Allein für das System der Custody and Repatriation (C&R) wurden im Jahr 2000 nach offiziellen Angaben mehr als 3,2 Millionen Internierungen in 800 C&R-Lagern vorgenommen.) Die Lager seien fabrikmäßig organisierte Produktionsstätten und nach außen abgeschirmt, ihre Existenz jeweils getarnt als besondere Farm oder Dorf, so gibt es Bezeichnungen dafür wie „Das edle Dorf des Nordens“. Produkte werden im In- und Ausland abgesetzt. Es gebe auch Arbeitslager in Landwirtschaft, Kohle- und Uranminen. Die Höhe des wirtschaftlichen Nutzens sei jedoch fraglich. Im Mittelpunkt stehe die „Umerziehung“ der Häftlinge. Nach J. Pasqualini stehe nicht nur die Arbeit im Vordergrund, sondern die „Befreiung“ von „schlechten Gedanken über die Regierung, ihre Führer, die Regierungspolitik, die Verbündeten der Regierung und die kommunistische Partei“. Die Häftlinge werden von der Außenwelt isoliert.
Ihre Haftbedingungen sollen – mit einigen Unterschieden – denen des sowjetischen Gulag ähneln. Sie sind von Hunger, schwersten Strafen, Misshandlungen und Folterungen gekennzeichnet. Nach bisherigen Erkenntnissen errechnet sich im langfristigen Durchschnitt und bei einer angenommenen Gesamtzahl von bisher 8 Millionen Gefangenen eine Todesrate von etwa 280.000 Menschen pro Jahr. Für die Zeit um das Jahr 2000 werden ca. 200.000 Häftlinge angegeben.

### Spanien
In Spanien gab es unter der Franco-Diktatur rund 190 Konzentrationslager, in denen fast eine halbe Million republikanische Kämpfer des spanischen Bürgerkriegs, Flüchtlinge und Regimegegner eingesperrt waren.

### Portugal
In den Jahren 1936–1954, zur Zeit der Salazar-Diktatur, richtete Portugal auf den Kapverdischen Inseln mit dem Campo do Tarrafal ein Konzentrationslager ein. Am 29. Oktober 1936 kamen die ersten Gefangenen im Lager Tarrafal an. Insgesamt waren in den 17 Jahren der ersten Phase des Bestehens des Lagers etwa 340 Gefangene hier inhaftiert. Dies waren vorwiegend Matrosen der Organização Revolucionário da Armada, die sich am 8. September 1936 an einer Revolte beteiligt hatten, sowie Angehörige der internationalen Brigaden, die im Spanischen Bürgerkrieg gekämpft hatten. Daneben wurden Republikaner, Oppositionelle, alle Angehörigen des Sekretariats der Kommunistischen Partei Portugals und andere Oppositionelle des Salazar-Regimes gefangengehalten.
32 Gefangene starben während ihrer Haft, darunter 1940 Mário Castelhano, Führer der Gewerkschaft CGT und Chefredakteur der anarchosyndikalistischen Tageszeitung A Batalha, sowie 1942 der KP-Generalsekretär Bento António Gonçalves. Die Gefangenen wurden auf zahlreiche Arten gefoltert. Die dezidierte und erklärte Absicht der Lagerleitung und des Lagerarztes war, die Gefangenen durch unmenschliche Haftbedingungen, vorenthaltene medizinische Behandlung, Mangelernährung und Folter „sterben zu lassen“. Unbehandelte schwere Verlaufsformen der Malaria waren die häufigste Todesursache. Fluchtversuche der Gefangenen scheiterten.
Wachen wie Gefangene lebten mit dem Blick auf den deutschen Nationalsozialismus. Nach der Schlacht von Stalingrad nahm die Brutalität der Lagerleitung etwas ab, und nach dem Ende des Nationalsozialismus in Deutschland entspannte sich die Lage so weit, dass von 1945 bis zur Schließung des Lagers am 26. Januar 1954 noch zwei Gefangene starben. Auch wurden bis zur Schließung die meisten Gefangenen auf das portugiesische Festland verlegt oder begnadigt.
Ab 1938 war João da Silva Leiter des Konzentrationslagers. Da Silva besichtigte vorher die deutschen Konzentrationslager, und Offiziere wurden in KZ Dachau ausgebildet. Die Wachmannschaften bestanden aus 25 Mitgliedern der portugiesischen Geheimpolizei PVDE (ab 1945 PIDE) sowie einem Bataillon von über 75 angolanischen Hilfswächtern und wenigen Kap-Verdiern.
In den Jahren 1961–1974 folgte eine zweite Phase der Nutzung. Mitglieder der Unabhängigkeitsbewegungen aus Kap Verde, Guinea-Bissau und Angola wurden, zumeist ohne Gerichtsurteil, „präventiv“ oder in „Schutzhaft“ auf Anordnung der PIDE in Haft gehalten und gefoltert.
Nach der Nelkenrevolution am 25. April 1974 weigerte sich die Lagerleitung, in der Hoffnung auf eine politische Rückwärtswende in Portugal, das Lager zu öffnen. Am 1. Mai 1974 befreite die Bevölkerung der Insel Santiago die Gefangenen in einer großen Demonstration.
Keiner der Täter von Tarrafal wurde je in Portugal verurteilt.